# Депрерадович, Николай Николаевич
Николай Николаевич Депрерадович (18 ноября 1802 — 19 декабря 1884) — генерал-майор, декабрист, командовал Стародубовским кирасирским полком.

## Биография
Родился в семье генерала Николая Ивановича Депрерадовича  и Натальи Павловны Алединской. Воспитывался в Пажеском корпусе, откуда 16.6.1822 выпущен корнетом в Кавалергардский полк. 
Был членом Петербургской ячейки Южного общества (1823) и также участвовал в деятельности Северного общества. Из уважения к многолетней службе его отца и учитывая то, что Депрерадович-старший сам отвёз сына к Государю в Зимний дворец, по высочайшему повелению суду предан не был.
27 марта 1826 года был переведен в Нижегородский драгунский полк.

Во время русско-персидской войны 1826 — 1828 участвовал в сражении 13 сентября 1826 при Елизаветополе. 

6 января 1827 был произведён в поручики.
5 июля 1827  в сражении у Джават-Булат (орден Св. Анны 4-й ст. "За храбрость").
Участник осады крепостей Сардар-Аббас и Эривань.
15.4.1828 был переведен в Санкт-Петербургский 1-й уланский полк.

7.1.1829 был переведен в Уланский Её Величества лейб-гвардии полк

29.5.1831 за Депрерадовичем был прекращен секретный надзор.

4.7.1836 — произведен в полковники

29.1.1842 — командир Кирасирского Его Светлости Принца Ольденбургского полка

В 1846 году уволен от службы в чине генерал-майора.

Умер в Штутгарте, похоронен на лютеранском кладбище в Дрездене.